# جاكي مور (كرة سلة)
جاكي مور (بالإنجليزية: Jackie Moore)‏ مواليد 24 سبتمبر 1932 في فيلادلفيا، هو لاعب كرة سلة أمريكي سابق. بدأ مسيرته الاحترافية في سنة 1954. يبلغ طوله 6 قدم 5 بوصة (2.0 م). اعتزل اللعب في 1960. فاز بلقب دوري إن بي إيه.

## المسيرة الاحترافية
لعب مع فيلادلفيا سفنتي سيكسرز في سنة 1954، ثم لعب مع أتلانتا هوكس في سنة 1954، ثم لعب مع غولدن ستايت ووريورز من سنة 1954 إلى 1957.

## روابط خارجية
- جاكي مور على موقع إن بي أي (الإنجليزية)
- جاكي مور على موقع سبورتس رفرنس (الإنجليزية)
- جاكي مور على موقع كلية كرة السلة في سبورتس رفرنس.كوم (الإنجليزية)
- جاكي مور على موقع ريلجم (الإنجليزية)
- جاكي مور على موقع بروبوليرز (الإنجليزية)